# Косовец, Сергей Олегович
Сергей Олегович Косовец (род. 17 июля 2002, Липецк) — российский хоккеист, защитник.

## Биография
Воспитанник липецкого хоккея, в сезонах 2018/19 — 2019/20 играл за команду НМХЛ МХК «Липецк». В августе 2020 года подписал двухлетнее соглашение с клубом МХЛ «Капитан» Ступино из системы «Сочи», провёл в команде три сезона. В сезонах 2022/23 — 2023/24 сыграл за «Сочи» 37 матчей в КХЛ, также в сезоне 2023/24 провёл 37 игр за «Ростов» в ВХЛ. В мае 2024 года досрочно расторг контракт с «Сочи» и подписал двустороннее однолетнее соглашение с челябинским «Трактором». Провёл в ВХЛ за «Челмет» 22 игры и 20 ноября 2024 года расторг контракт.